# Contro Eratostene
Contro Eratòstene (in greco antico: Κατὰ Ἐρατοσθένους?), conosciuta anche come Contro i trenta tiranni o Sulla malvagità dei Trenta, è una celebre orazione di Lisia (la dodicesima orazione del Corpus Lysiacum), pronunciata in tribunale dallo stesso Lisia contro Eratostene (uno dei Trenta Tiranni) per la morte del fratello Polemarco e la restituzione del suo patrimonio.

## Struttura
Lisia pronunciò di persona questa orazione (fatto unico nella biografia dell'autore). nel 403 a.C., nel clima di distensione che c'era ad Atene dopo la riappacificazione fra oligarchici e democratici di Trasibulo. Lisia cercava di riappropriarsi del suo patrimonio e di vendicarsi delle ingiustizie subite da parte di Eratostene durante il governo dei Trenta Tiranni, tra i quali l'arresto del fratello dello stesso Lisia, Polemarco. I Trenta Tiranni, come è noto, infatti, avevano messo in atto una violenta repressione contro i meteci. Lisia e suo fratello Polemarco furono tra coloro che ne subirono le conseguenze: mentre Lisia si era salvato grazie a una buona dose di fortuna, il fratello fu arrestato per strada da Eratostene e, in seguito, costretto a bere la cicuta. Tuttavia Eratostene, presentatosi sicuro di sé in tribunale, venne probabilmente assolto – anche perché i democratici non volevano creare nuovi attriti con la parte avversa. In realtà, non si può dire propriamente che Lisia chieda per Eratostene la condanna a morte. Ma invoca la morte per i Trenta (par. 36) e sostiene anzi che non sia pena sufficiente neanche se estesa ai loro figli (par. 83); dice poi che il suo compito potrebbe considerarsi esaurito nel momento in cui ha dimostrato che l'accusato merita la morte (par. 37). Non è, comunque, affatto sicuro che l'omicidio di un meteco comportasse una condanna a morte. 
L'orazione si apre con un brevissimo esordio, a cui fa seguito una narrazione chiara dei fatti avvenuti (l'arresto di Lisia, la sua fuga, l'uccisione del fratello Polemarco ed altro). Quindi l'autore mette alle strette Eratostene con un interrogatorio, attraverso domande incalzanti. Infine l'orazione si conclude con la ricapitolazione e la perorazione, in cui Lisia mette a confronto i Trenta Tiranni con la democrazia riguardo alla giustizia, invocando una piena riappacificazione, lontana da intrighi e rancori, affinché si faccia giustizia e si condannino i colpevoli dei passati misfatti.
L'orazione è ritenuta una delle più belle fra quelle scritte da Lisia per la sua ottima ed incalzante strutturazione grazie ad una dialettica agile  che utilizza tutti i registri possibili: quello ironico, quello commosso e patetico. Emerge, inoltre, una grande capacità da parte dell'autore di controllare i propri sentimenti, cosa che dovette apparire mirabile ai contemporanei.